# لوکاس چاوز
لوکاس چاوز (انگلیسی: Lucas Chaves؛ زادهٔ ۹ اوت ۱۹۹۵) بازیکن فوتبال اهل آرژانتین است.
از باشگاه‌هایی که در آن بازی کرده‌است می‌توان به باشگاه فوتبال آرژانتینوس جونیورز اشاره کرد.